# Храпко, Евгений Викторович
Евге́ний Ви́кторович Храпко́ (укр. Євген Вікторович Храпко, позывной — White; 19 сентября 1984, Николаев — 11 июня 2022, Украинка) — украинский военнослужащий, сержант, участник российско-украинской войны. Герой Украины (8 июля 2023, посмертно).

## Биография
Родился 19 сентября 1984 года в Николаеве. Учился в Национальном университете кораблестроения имени адмирала Макарова, окончившего в 2006 году. По образованию инженер-программист, некоторое время работал по специальности «Программное обеспечение автоматизированных систем».
С началом войны на востоке Украины в 2014 году активно изучал тактическую медицину в Харькове. Добровольно отправился служить боевым медиком в зону проведения антитеррористической операции, где эвакуировал бойцов и гражданских людей в сложных боевых условиях.
В 2015 году учился на специализированных курсах по тактической медицине в Литве. В 2016 году подписал трёхлетний контракт с Вооруженными силами Украины, а в 2017 году присоединился к созданию 205-го специализированного учебного центра тактической медицины Сухопутных войск. Был назначен командиром учебного взвода, исполняющим обязанности заместителя командира воинской части — начальника отдела планирования и организации учебного процесса.
Параллельно возглавил разработку учебной программы для новой специальности «Боевой медик» в ВСУ, фактически основав её. Благодаря Храпко в Украине появилась военно-учетная специальность «Боевой медик» и штатные должности для медицинского персонала без медицинского образования.
Выпускник программ подготовки Combat Medic 68W, Army Basic Instructor Course, окончил курсы лидерства от Вооружённых сил США для младших офицеров медицинской службы, где был единственным представителем рядового состава.
В 2019 году представил один из лучших бизнес-планов своей идеи адаптации опыта тактической медицины в гражданскую жизнь на Программе по предпринимательской деятельности для ветеранов АТО и ООС в Харькове.
В 2021 году стал членом команды профессиональной медицинской организации — присоединился к команде сертифицированных инструкторов Европейского совета реанимации, проводил курсы по базовым реанимационным навыкам, профессиональные реанимационные курсы для врачей и младшего медицинского персонала.
С женой Татьяной жил в Харькове, вместе воспитывали сына Татьяны от первого брака. Официально был не женат, своих детей не имел. Работал инженером симуляционного центра медицинского факультета Харьковского национального университета имени Василия Каразина.
25 февраля 2022 года вернулся из командировки в Харьков и сразу пошел в военкомат. Занимал должности инструктора, боевого медика, от 3 марта 2022 года — боевой медик 92-й отдельной механизированной бригады имени кошевого атамана Ивана Сирко. За три с половиной месяца на передовой после полномасштабного вторжения России в Украину совершил более 100 выездов на эвакуацию.
Имел позывной Bialy, что в переводе с польского означает «Белый», поскольку любил польскую военную реконструкцию, но для удобства сменил его на White. В близком окружении имел прозвище «Шестиглазый», поскольку носил тактические очки поверх обычных.
Погиб утром 11 июня 2022 года вблизи села Украинка недалеко от посёлка Старый Салтов в Харьковской области, когда его автомобиль наехал на мину во время эвакуации раненых бойцов из передовой. Похоронен на Аллее Славы в Харькове 14 июня 2022 года.

## Награды
- Звание «Герой Украины» с удостоением ордена «Золотая Звезда» (8 июля 2023, посмертно) — за личное мужество и героизм, проявленные в защите государственного суверенитета и территориальной целостности Украины, верность военной присяге[13].
- Орден «За мужество» III степени (23 ноября 2022, посмертно) — за личное мужество и самоотверженные действия, проявленные в защите государственного суверенитета и территориальной целостности Украины, верность военной присяге[14].

## Память
- 22 ноября 2023 года решением внеочередной сессии Харьковского городского совета улица Адыгейская переименована в улицу Евгения Храпко[15].

- В июне 2024 года во Львове по инициативе ВОО «Всеукраинский совет реанимации (ресусцитации) и экстренной медицинской помощи» прошел онлайн забег имени Евгения Храпко. Забег прошел с целью памяти всех павших боевых медиков, оказывавших помощь в сложных условиях, а также сбора средств на поддержку учений по тактической медицине для военнослужащих ВСУ[16][17].

- 26 июля 2024 года распоряжением председателя Николаевской областной государственной администрации Виталия Кима в соответствии с Законом Украины «Об осуждении и запрете пропаганды российской имперской политики в Украине и деколонизации топонимии» улица Первомайская переименована в улицу Евгения Храпко[18][19].